# Lucien Bidaine
« Bidaine » redirige ici. Pour les autres significations, voir Bidaine (homonymie).
Lucien Bidaine, né à Arlon le 19 juin 1908, et décédé à Arlon en 1996, est un peintre belge d'inspiration postimpressionniste.

## Biographie
Lucien Bidaine naît à Arlon dans une famille de peintres en bâtiments. Durant les années 1920, il fréquente l'école d'art d'Arlon où il suit les cours de Jean-Baptiste Lambé. Il part ensuite parfaire sa formation  en suivant un cycle d'études de trois ans à l'École supérieure de peinture Van der Kelen - Logelain, à Bruxelles, de 1927 à 1931, avant de revenir à Arlon où il met ses apprentissages en pratique, dans le cadre de l'entreprise familiale.
Sa carrière artistique s'amorça dès les années 1930, à côté de son activité professionnelle. Plus d'une fois, il est invité à présenter ses œuvres dans le cadre d'expositions mises sur pied par l'Académie Luxembourgeoise, ou par le cercle arlonais "La Renaissance".
Mobilisé au sein des Chasseurs ardennais durant la Seconde Guerre mondiale, il est fait prisonnier sur le front du canal Albert, et déporté au camp de Fallingbostel, en Basse-Saxe. Revenu à Arlon, il entre rapidement dans la résistance où, intégrant le réseau Bayard, il mène des missions de renseignement, transmettant des messages entre Arlon, l'Ardenne, et la capitale. Il entame durant la guerre une nouvelle formation artistique à l'Académie d'Ixelles, où il suit les cours de José Dierickx. De cette période, on conserve plusieurs toiles présentant des nus académiques, ainsi que des tableaux de paysages qu'il peignait dans le cadre de ses déplacements relatifs à ses activités de résistance. La peinture et ses cours à l'Académie constituent plus d'une fois le prétexte justifiant ses déplacements.
Il a marqué la vie artistique arlonaise par son activité au sein de l'Académie des Beaux-Arts du chef-lieu, où il enseigna de 1945 jusqu'à sa retraite en 1976. À ce titre, il eut comme élèves de nombreux peintres luxembourgeois, puisqu'il enseignait le dessin et la peinture. D'inspiration postimpressionniste, Lucien Bidaine fit de nombreuses expositions tant en Belgique qu'à l'étranger. Pendant longtemps, il demeura le seul peintre arlonais à organiser des expositions artistiques individuelles. Ses œuvres révèlent une grande sensibilité à la couleur. Il soignait les avant-plans de ses œuvres, tandis que les lointains devenaient de plus en plus indistincts, traduisant ainsi l'effet de la lumière sur les choses. La nature était son principal thème d'inspiration parce qu'il estimait qu'elle pouvait offrir tous les sujets d'inspiration qu'un peintre peut souhaiter. Il a donc surtout peint des paysages, mais également des natures mortes et quelques portraits.

## Amitié avec Kurt Peiser
À partir de 1949, Lucien Bidaine entame une correspondance durable avec Kurt Peiser,, dans l'espoir de pouvoir améliorer sa technique. Lucien Bidaine interpellait l'artiste anversois, dont il admirait l'œuvre, et chez qui il trouvait des intérêts communs dans le choix des thèmes présentés. Professionnelle dans un premier temps, leur correspondance révèle qu'avec le temps, ces deux hommes ont appris à s'apprécier réciproquement, jusqu'à développer une relation amicale. Les conseils artistiques que Kurt Peiser pouvait lui prodiguer, Lucien Bidaine en faisait grand cas, et les notait consciencieusement dans un petit carnet, dans lequel il développait certains points qui lui tenaient particulièrement à cœur. Si Peiser lui suggérait de peindre tel personnage ou tel paysage à la manière de Rembrandt, il menait plus loin l'enquête et faisait quelque recherche sur le maître et son œuvre, tout en consignant le résultat. La relation entre les deux hommes n'est toutefois pas strictement épistolaire, et ils se rencontrent quelquefois à Bruxelles.

## Style
Vers la fin de sa carrière de professeur, dans les années 1970, Lucien Bidaine est considéré[Par qui ?] comme un des meilleurs peintres belges excellant dans le figuratif[réf. nécessaire]. Son art est souvent qualifié de solide et puissant. Pour lui, toute la nature est source d'inspiration, et les paysages de la province de Luxembourg occupent une grande place dans ses productions. Lucien Bidaine accorde à la lumière une grande importance. Il fait chanter les tons vifs en employant des gris colorés. Souvent qualifié d'impressionniste durant sa période de production, il est par la suite de plus en plus renseigné comme d'inspiration postimpressionniste. Sa méthode consistait à se déplacer sur le motif et à y réaliser une première étude qui devait servir d'aide-mémoire (ainsi pratiquait Camille Barthélémy peignant des gouaches préparatoires à ses huiles). Dans une allocution prononcée à l'occasion d'un vernissage d'une exposition consacrée à Maurice Mathias, élève de Bidaine à l'Académie des Beaux-Arts d'Arlon, Frédéric Kiesel a parlé d'une « école arlonaise du paysage » en évoquant « la recherche des harmonies linéaires d'Emile Meyers ».
Il a essentiellement laissé une œuvre d'huiles peintes sur toile, bois ou carton. Ses aquarelles sont rares, et les autres techniques ou supports anecdotiques.

## Collections publiques
- Arlon, musée Gaspar, huiles, pastels[16].

## Expositions posthumes
- En 2004, la Maison de la Culture d'Arlon a organisé du 8 au 23 mai, une grande exposition rétrospective rassemblant près de 300 œuvres de l'artiste[17].
- En 2015, le musée Gaspar d'Arlon lui consacre une exposition, qui a fait l'objet d'un catalogue exhaustif[18],[19],[20].